# ICD-10 Kapitel XI - Sygdomme i fordøjelsesorganer
ICD-10 Kapitel XI – Sygdomme i fordøjelsesorganer er det ellevte kapitel i ICD-10 kodelisten. Kapitlet indeholder sygdomme i fordøjelsesorganer.
| Kapitel XI – Sygdomme i fordøjelsesorganer (K00-K93)                                              |
| K00-K14 - Sygdomme i mundhulen, spytkirtler og kæber                                              |
| ------------------------------------------------------------------------------------------------- |
| K00 - Forstyrrelser i tænders udvikling og frembrud                                               |
| K01 - Ikke-frembrudt tand                                                                         |
| K02 - Huller i tænder                                                                             |
| K03 - Andre sygdomme i det hårde tandvæv                                                          |
| K04 - Sygdom i tandpulpa og det periapikale væv                                                   |
| K05 - Gingivitis og parodontale sygdomme                                                          |
| K06 - Andre sygdomme i tandkød og tilstødende væv                                                 |
| K07 - Dento-faciale anomalier                                                                     |
| K08 - Andre sygdomme i tænder og støttevæv                                                        |
| K09 - Cyster i mundregionen IKA                                                                   |
| K10 - Andre sygdomme i kæber                                                                      |
| K11 - Sygdomme i spytkirtler                                                                      |
| K12 - Betændelse i mundslimhinden og beslægtede sygdomme                                          |
| K13 - Andre sygdomme i læber og mundslimhinde                                                     |
| K14 - Sygdomme i tungen                                                                           |
| K20-K31 - Sygdomme i spiserøret, mavesækken og tolvfingertarmen                                   |
| K20 - Betændelse i spiserøret                                                                     |
| K21 - Gastro-øsofageal refluks                                                                    |
| K22 - Andre sygdomme i spiserøret                                                                 |
| K23 - Sygdom i øsofagus ved sygdom klassificeret andetsteds                                       |
| K25 - Mavesår                                                                                     |
| K26 - Sår på tolvfingertarmen                                                                     |
| K27 - Mavesår og sår på tolvfingertarm                                                            |
| K28 - Recidivsår efter gastroenterostomi                                                          |
| K29 - Gastroduodenitis                                                                            |
| K30 - Funktionelt fordøjelsesbesvær                                                               |
| K31 - Andre sygdomme i mavesæk og duodenum                                                        |
| K35-K38 - Sygdomme i blindtarmen                                                                  |
| K35 - Akut blindtarmsbetændelse                                                                   |
| K36 - Andre former for blindtarmsbetændelse                                                       |
| K37 - Blindtarmsbetændelse UNS                                                                    |
| K38 - Andre sygdomme i blindtarmen                                                                |
| K40-K46 - Hernier                                                                                 |
| K40 - Lyskebrok                                                                                   |
| K41 - Lårbrok                                                                                     |
| K42 - Navlebrok                                                                                   |
| K43 - Bugvægsbrok                                                                                 |
| K44 - Brok i mellemgulvet                                                                         |
| K45 - Andre former for brok i bugvæggen                                                           |
| K46 - Abdominalt brok ikke nærmere specificeret                                                   |
| K50-K52 - Ikke-infektiøs tyndtarms- og tyktarmskatar                                              |
| K50 - Crohns sygdom                                                                               |
| K51 - Colitis ulcerosa                                                                            |
| K52 - Andre ikke-infektiøse betændelsestilstande i mavesækken og tarmene                          |
| K55-K64 - Andre tarmsygdomme                                                                      |
| K55 - Karsygdomme i tarm                                                                          |
| K56 - Paralytisk ileus og tarmobstruktion ikke forårsaget af hernie                               |
| K57 - Divertikler og betændelse i divertikler i tarmen                                            |
| K58 - Irritabel tyktarm                                                                           |
| K59 - Andre forstyrrelser i tarmfunktionen                                                        |
| K60 - Fissur og rift i og omkring endetarmen                                                      |
| K61 - Byld i og omkring endetarmen                                                                |
| K62 - Andre sygdomme i endetarmen og endetarmsåbningen                                            |
| K63 - Andre tarmsygdomme                                                                          |
| K64 - Hæmorroider og perianalt hæmatom                                                            |
| K65-K67 - Sygdomme i bughinde                                                                     |
| K65 - Bughindebetændelse                                                                          |
| K66 - Andre sygdomme i bughinden                                                                  |
| K67 - Sygdomme i bughinde ved infektiøs sygdom klassificeret andetsteds                           |
| K70-K77 - Sygdomme i leveren                                                                      |
| K70 - Alkoholisk leversygdom                                                                      |
| K71 - Toksisk leversygdom                                                                         |
| K72 - Leverinsufficiens IKA                                                                       |
| K73 - Kronisk leverbetændelse IKA                                                                 |
| K74 - Fibrose i lever og skrumpelever                                                             |
| K75 - Andre former for betændelse i leveren                                                       |
| K76 - Andre leversygdomme                                                                         |
| K77 - Leverlidelse ved sygdomme klassificeret andetsteds                                          |
| K80-K87 - Sygdomme i galdeblære, galdeveje og bugspytkirtel                                       |
| K80 - Galdesten                                                                                   |
| K81 - Galdeblærebetændelse                                                                        |
| K82 - Andre sygdomme i galdeblæren                                                                |
| K83 - Andre sygdomme i galdevejene                                                                |
| K85 - Akut betændelse i bugspytkirtel                                                             |
| K86 - Andre sygdomme i bugspytkirtlen                                                             |
| K87 - Sygdomme i galdeblæren, galdevejene og bugspytkirtlen ved sygdomme klassificeret andetsteds |
| K90-K93 - Andre sygdomme i fordøjelsessystem                                                      |
| K90 - Nedsat optagelse af næringsstoffer fra tarmen                                               |
| K91 - Forstyrrelser i fordøjelsessystemets funktion efter indgreb IKA                             |
| K92 - Andre sygdomme i fordøjelsessystemet                                                        |
| K93 - Sygdomme i andre fordøjelsesorganer ved sygdom klassificeret andetsteds                     |

| Lægevidenskab | Spire Denne artikel om lægevidenskab er en spire som bør udbygges. Du er velkommen til at hjælpe Wikipedia ved at udvide den. |